# Götterdämmerung (Comic)
Götterdämmerung (franz. Titel „Le Crépuscule des dieux“) ist eine frankobelgische Comicserie. Die Handlung der Serie ist eine Adaption der Götterdämmerung von Richard Wagner und der Ragnarök-Sage aus der nordischen Mythologie. Sie wurde, bis auf einen Sonderband, von Nicolas Jarry geschrieben und von Djief gezeichnet.
Die Fantasyserie vermischt sowohl Aspekte der nordischen Sage als auch des Opernzyklus von Wagner mit historischen Ereignissen der Völkerwanderung des 5. und 6. Jahrhunderts und bietet so eine weniger mythische Umsetzung des Stoffes. Die Serie wurde sowohl ins Deutsche als auch ins Niederländische übersetzt.

## Inhalt
In der Welt der Nibelungen herrscht Krieg, der Nibelung Alberich entflieht der Unterwelt und betritt Midgard, die Welt der Menschen, angelockt vom Ruf des himmlischen Goldes. Er gewinnt das Vertrauen der Hüterinnen des Rheingolds und missbraucht es, um das Gold zu rauben. Gemeinsam mit seinem Bruder Mime schmiedet er das Gold zu einem Ring, dessen Kraft ihm unendliche Macht gewährt. Dieses Schmuckstück soll die Welt zur Götterdämmerung, zum Ragnarök, führen. Die Geschichte ist an sich hauptsächlich eine Nacherzählung von Richard Wagners Tetralogie „Der Ring des Nibelungen“ und einiger Lieder aus der älteren Edda.

## Bände
Der erste Zyklus (Band 0–6) behandelt die Geschichte vom Raub des himmlischen Goldes bis zum Ragnarök, dem Untergang der Götter in der nordischen Mythologie. Der erste Band wurde im Mai 2010 veröffentlicht, der letzte Band des ersten Zyklus im August 2012. Alle Teile wurden von Nicolas Jarry und Djief verfasst bis auf Band 0, der sich als Prequel zum Band 1 versteht und die Rolle des Nibelungen Alberich und seine Vorgeschichte aufgreift. Er wurde von Jean-Luc Istin geschrieben und von Gwendal Lemercier gezeichnet.
Im November 2013 wurde der zweite Zyklus gestartet, welcher die Gesamtserie auf 13 Bände erweitern soll. Bisher sind davon Band 7–9 erschienen (Stand: November 2016). Zeichner und Autor sind dabei wiederum Djief und Nicolas Jarry.